# Lust for Live
Lust for Live è il sesto live album della band power metal Gamma Ray.
Si tratta della pubblicazione in forma di CD del live video omonimo, registrato ad Amburgo durante il tour di supporto al terzo disco Insanity and Genius, il 25 settembre del 1993.
L'album è stato rimasterizzato in studio e pubblicato nel 2016, e si inserisce nella serie di pubblicazioni che vanno sotto il nome di Anniversary Edition - 25 Years Of Heavy Metal From Hamburg, con la quale i Gamma Ray celebrano i 25 anni di attività.

## Tracce
1. Opening Titles – 0:27 (musica: Kai Hansen)
2. Tribute to the Past – 4:59 (Kai Hansen)
3. No Return – 4:02 (Kai Hansen)
4. Space Eater – 4:40 (Kai Hansen)
5. Changes – 5:20 (Kai Hansen, Ralf Scheepers, Dirk Schlächter,Uwe Wessel)
6. Insanity and Genius – 4:10 (Jan Rubach, Thomas Nack)
7. Last Before the Storm – 4:12 (Kai Hansen)
8. Heal Me – 7:08 (Kai Hansen, Dirk Schlächter)
9. Medley - I Want Out/Future World/Ride The Sky – 4:13 (Kai Hansen)
10. Future Madhouse – 4:10 (Kai Hansen)
11. Heading for Tomorrow (Bonus Track) – 8:20 (Kai Hansen)
12. Gamma Ray (Bonus Track) – 5:29 (Frenzel)

## Il video
Lust for Live è stato pubblicato per la prima volta nel 1993 in VHS e ripubblicato in DVD nel 2003; le riprese sono state girate ad Amburgo al Docks (storico locale della città).
Nel DVD sono presenti 3 interviste alla band di allora e un backstage; è inoltre selezionabile una recensione di ogni canzone ad opera del giornalista e speaker radiofonico Malcom Dome.

## Tracce
1. Opening Titles (musica: Kai Hansen)
2. Tribute to the Past (Kai Hansen)
3. No Return (Kai Hansen)
4. Band Interview 1
5. Space Eater (Kai Hansen)
6. Changes (Kai Hansen, Ralf Scheepers, Dirk Schlächter,Uwe Wessel)
7. Band Interview 1
8. Last Before the Storm (Kai Hansen)
9. Heal Me (Kai Hansen, Dirk Schlächter)
10. Band Recording “Insanity and Genius”
11. Medley - I Want Out/Future World/Ride The Sky (Kai Hansen)
12. Future Madhouse (Kai Hansen)
13. Band Backstage
14. The Cave Principle "Video Clip Shooting & Stage Setup"
15. Band Interview 3
16. End Credits (Gamma Ray)

## Formazione
- Ralf Scheepers - voce
- Kai Hansen - voce e chitarra
- Dirk Schlächter - chitarra, voce e tastiere
- Jan Rubach - basso
- Thomas Nack - batteria